# Igreja de Santo Amaro (Santiago Maior)
A Igreja de Santo Amaro, também designada por Capela de Santo Amaro e Capela de Santa Maria da Graça, é um templo cristão localizado no Largo de Santo Amaro,  na freguesia de Beja (Santiago Maior e São João Baptista) em Beja.
Actualmente faz parte do núcleo visigótico do Museu Regional de Beja.
A Igreja de Santo Amaro está classificada como Monumento Nacional desde 1936.

## História
A Igreja de Santo Amaro é um dos poucos templos conservados de arquitectura altimedieval em Portugal e insere-se no amplo processo de reavaliação dos tradicionais conceitos de arte visigótica. Durante muito tempo foi considerada uma igreja do século V, porém à medida que se vão conhecendo melhor as comunidades cristãs sob domínio islâmico, toma forma uma datação em pleno século X, por intermédio dos moçárabes (comunidades cristãs que habitavam o espaço dominado pelo poder muçulmano) de Beja.
Os vestígios altimedievais, que singularizam de forma muito particular este templo, encontram-se num contexto arquitectónico mais complexo e devem ser encarados como reaproveitamentos de anteriores estruturas. Baseando-se na feição classicizante dos capitéis das naves, foram muitos os autores que optaram por uma cronologia visigótica. A correcta avaliação do complexo conjunto entre Visigodos e Moçárabes é dificultada pelas campanhas construtivas realizadas no monumento ao longo da história, com destaque para os finais do século XV ou inícios do XVI,  desenvolvendo-se um "programa arquitectónico praticamente de raiz", reformulando-se a fachada principal, construindo-se a torre sineira, reorganizando-se o interior e refazendo-se a cabeceira, com capela-mor ladeada por dois absidíolos. Anteriormente, no reinado de D. Dinis, havia-se adaptado a capela-mor a capela funerária do cavaleiro João Mendes (1329), e mesmo depois do século XVI o imóvel não cessou de ser transformado.

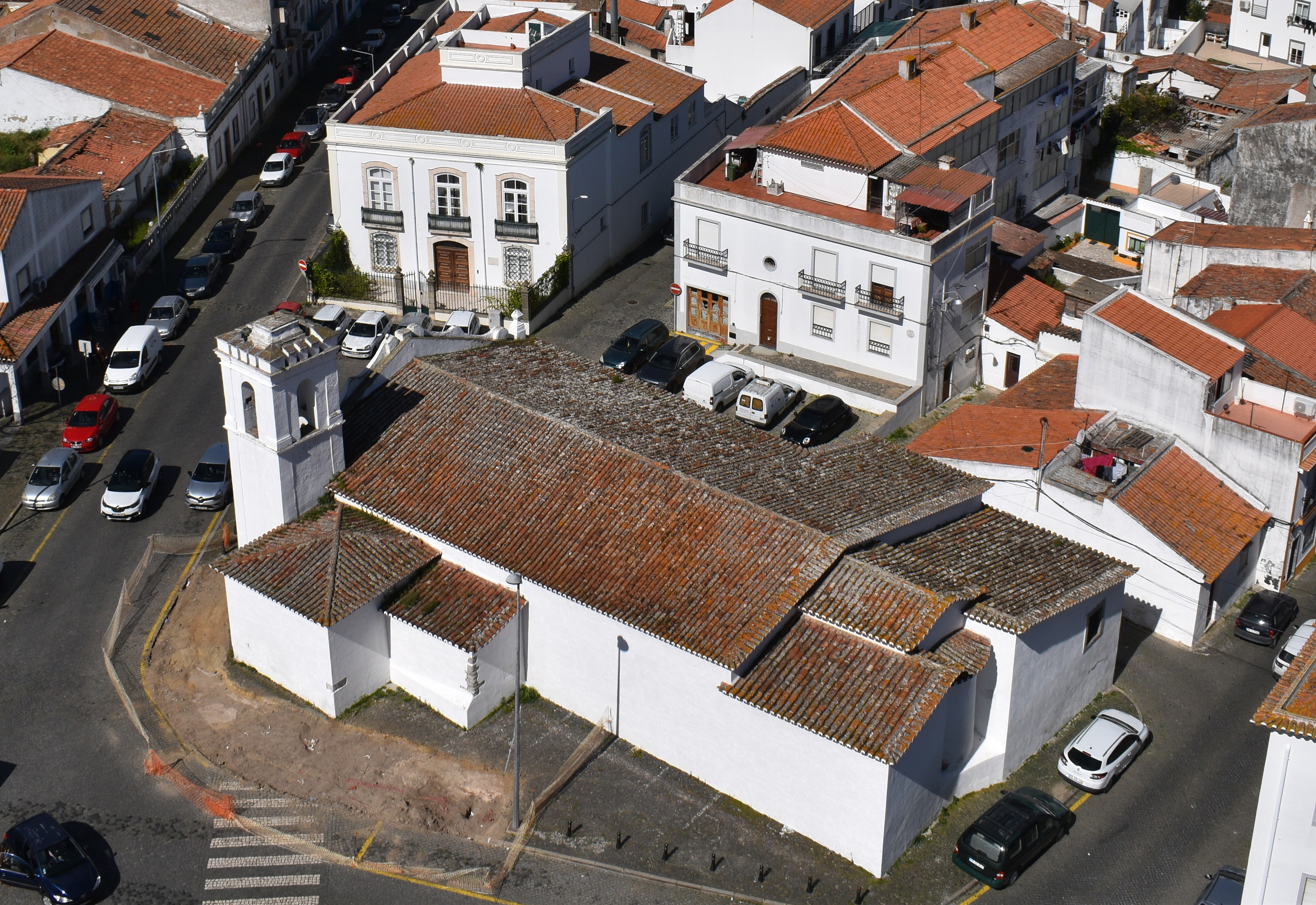
Igreja de Santo Amaro vista desde a Torre de Menagem.

Inicialmente a igreja foi dedicada a Santa Maria da Graça, dando nome ao arrabalde da Graça. 

## Descrição
O interior é composto por três naves escalonadas, de quatro tramos, separadas por arcos de volta perfeita sobre colunas de fuste cilíndrico (um deles espiralado), com capitéis esculpidos. A igreja de época visigótica, com o seu espaço segmentado, indicia os primeiros passos no processo de hierarquização feudal. Os catecúmenos, a quem é vedado antes do baptismo o acesso ao interior da igreja, ocupam o espaço do alpendre ou nártex. Os fiéis instalam-se no corpo central da igreja e na cabeceira, espaço secreto dos mistérios da encarnação, apenas podem penetrar o sacerdote-oficiante e membros do clero.  